# Vörös Attila (zenész)
Vörös Attila (Budapest, 1986. január 16. –) magyar heavy metal gitáros, aki az amerikai Nevermore turnégitárosaként és a magyar Leander Rising alapító tagjaként vált ismertté. Strength Of Will nevű szólóprojektjének első albuma 2016-ban jelent meg. Édesapja Vörös Zoltán, az egykori BTK együttes billentyűse és a Headbanger metalshop tulajdonosa. Nagybátyja Vörös Gábor az Ossian egykori és az Omen jelenlegi basszusgitárosa, koncertszervező.

## Zenei pályafutása

### Kezdetek
15-16 éves korában kezdett gitározni. Első tanára az Ossian gitárosa, Rubcsics Richárd volt. 17 évesen felvették a Kőbányai Zenesuliba. A következő években Metallica és Pantera tribute-zenekarokban játszott, majd csatlakozott a kaposvári Morpheus együtteshez szólógitárosként. Játszott a Morpheus 2007-ben megjelent harmadik nagylemezén.
2009-ben kezdődtek meg a munkálatok a Moby Dick frontember Schmiedl Tamás szólóprojektjének első nagylemezén, melyben Vörös Attila is részt vett. A Bloody Roots név alatt a következő év tavaszán kiadott Isten kezében című albumon nem csak szólógitárosként, de társproducerként is szerepelt. 2010-ben a Cadaveres soraiban gitározott hónapokig, és az együttes decemberben megjelenő MindStream című albumán két dalban is szólózott vendégként.

### Nevermore
Vörös Attila még 2009 őszén vette fel a kapcsolatot a neves amerikai progresszív power metal együttes Nevermore-ral, akik már egy ideje úgy álltak színpadra Chris Broderick távozása óta, hogy Jeff Loomis gitáros egymagában volt kénytelen megoldani a korábban kétgitáros felállással előadott dalokat. Az együttes éppen befejezte új albumának stúdiómunkálatait, melynek producere Peter Wichers (Soilwork-gitáros) a Nevermore-énekes Warrel Dane szólóalbumán (Praises to the War Machine, 2008) is társszerző volt. Mivel az új Nevermore-album megjelenését 2010 májusára időzítették be, így Dane szólóturnét tervezett, és zenekarába felkérte gitárosnak Vörös Attilát. 2010. márciusában egy kilencállomásos koncertsorozaton játszották a Praises to the War Machine dalait az Egyesült Államokban.
A hetedik Nevermore stúdióalbum The Obsidian Conspiracy címmel jelent meg 2010. május 31-én Európában. A lemezbemutató turné hetekkel korábban startolt Németországban, és a Nevermore két hónapon keresztül a kontinens különböző metalfesztiváljain lépett fel. A turné Magyarországra is eljutott, a háromnapos Metalfest keretében játszottak Csillebércen. Szeptemberben a Thrash Domination fesztiválon Japánban adtak két koncertet, majd rögtön azután elindult a két hónapon át tartó észak-amerikai turné. A következő év januárjában a 70,000 Tons Of Metal elnevezésű fesztiválon léptek fel két alkalommal, amit egy óceánjáró hajó fedélzetén rendeznek meg minden évben. Februárban a Mercenary, a Psychotic Waltz és a Symphony X társaságában újabb Európa-turnéra indult a zenekar, ahol alig egy hónap alatt 19 koncertet adtak. 2011. március 14-én a Petőfi Csarnokban is fellépett a négy csapat. Áprilisban a Nevermore lemondta közelgő amerikai turnéját, majd Jeff Loomis gitáros és Van Williams dobos kiléptek a zenekarból, ami ezzel gyakorlatilag működésképtelenné vált és feloszlott. Vörös Attila 76 koncerten összesen két európai és egy észak-amerikai turnét játszott végig a Nevermore soraiban 2010-ben és 2011-ben. Jeff Loomis 2012-ben szólóalbumot adott ki Plains of Oblivion címen, melynek "Requiem for the Living" című dalában Vörös Attila szólózik.

### Leander Rising
2010-ben Vörös Attila megkereste Köteles Leandert, aki dalaival a YouTube-on keltett feltűnést, hogy közösen hozzanak össze egy zenekart. A Leander néven megalakult együtteshez Takács József "Jozzy" (ex-Wendigo) gitáros és Maczák Márk dobos csatlakozott. 2011-ben Budai Béla lett a csapat dobosa, akivel Vörös Attila a Vulgar Display Of Cover nevű Pantera tribute-zenekarban játszott együtt. Az időközben nevét Leander Risingra módosító együttes bemutatkozó albuma Szívidomár címmel 2012-ben jelent meg a Sony Magyarország kiadásában és nagy sikereket értek el.
A zenélés mellett 2013-tól az RTL Klub televízió műsorán szereplő Éjjel-nappal Budapest sorozatban is szerepet kapott Vörös Attila. A sorozat egyik epizódjában az énekes Köteles Leandert leszámítva a zenekar is szerepelt. 2014-ben adták ki második albumukat Öngyötrő címmel a Hear Hungary gondozásában. A népszerűség ellenére az együttes azonban elfáradt és 2015-ben bejelentették, hogy a búcsúturné után feloszlanak. Az együttes 2015. december 27-én a Barba Negrában adta utolsó koncertjét.

### Szólóban
2016 decemberében jelent meg Vörös Attila első önálló albuma, melyet Strength Of Will név alatt adott ki. A Blink of an Existence című lemezen számos zenész működik közre, többek között Budai Béla (Moby Dick, ex-Leander Rising), Veress Márton (Armageddon, ex-Pokolgép), Van Williams (ex-Nevermore) dobosok, Takács Jozzy (String Theory, ex-Wendigo, ex-Leander Rising), Chris Amott (Armageddon, ex-Arch Enemy) gitárosok, Kovács Zoltán (Depresszió), Frédéric Leclercq (DragonForce) basszusgitárosok, Csihar Attila (Mayhem, ex-Tormentor), Farkas Zoltán (Ektomorf), Csongor Bálint (Useme, ex-Subscribe), Esben "Esse" Hansen (Hatesphere) énekesek.

## Diszkográfia
| - Blink of an Existence (2016) - Szívidomár (2012) - Öngyötrő (2014) - III (2007) | - Sunday Fury – First (2007), gitár a "Paths" és "Revenge and Glory" dalokban - Cadaveres – MindStream (2010), gitár a "Poison Thru Your Ears" és "MindStream" dalokban - Bloody Roots – Isten kezében (2010), gitár a "Haragvó istenek", "Vérezzen meg minden", "Szél, nap, föld, jég", "Rossz jellel születtünk" és "Ezer év" dalokban - Angertea – Distrust (EP, 2011), gitár a "Streams" dalban - Jeff Loomis – Plains of Oblivion (2012), gitár a "Requiem for the Living" dalban - Bloody Roots – Az ígéretek földjén (2012), gitár és szerző a "Vezessetek útra" dalban - Dystopia – Way to Unfold (2014), gitár az "Eltávozás" dalban - Gutted – Martyr Creation (2016), gitár a "Fades Away" dalban |

## További információ
- Vörös Attila hivatalos honlap
- Vörös Attila a Facebookon